# Sidvärtsrörelser (ridsport)
Sidvärtsrörelser kan inom ridporten bestå av olika rörelser:

## Skänkelvikning
Skänkelvikning är en lösgörande rörelse (om den utförs korrekt). Ryttaren får hästen att röra sig snett framåt i sidled, ställd från rörelseriktningen. Frampartiet är något före bakpartiet.

## Öppna

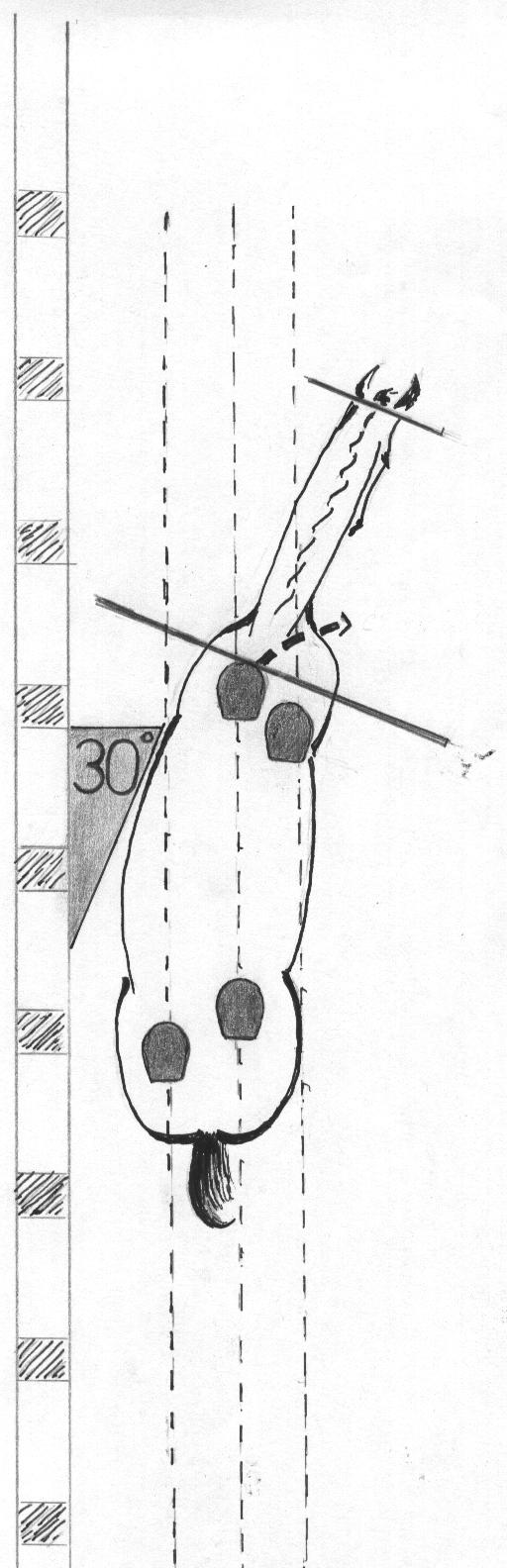
Öppna längs ridbanans kant, vilken fungerar som ett stöd för häst och ryttare.

Öppna är en samlande rörelse där hästens bakdel är rakriktad i rörelseriktningen och kroppen är böjd runt ryttarens innerskänkel, hästens hals är ställd i samma riktning som kroppen. I en korrekt utförd öppna så går hästen på tre spår, ytter bakben på ett, inner bakben och yttre framben på samma spår och inre framben på ett spår. I öppnan så utför bara frambenen en sidvärtsrörelse, medan bakbenen går på ett rakt spår.

## Sluta
Sluta är en samlande rörelse där hästens framdel är rakriktad i rörelseriktningen och kroppen är böjd runt ryttarens innerskänkel, hästens hals är ställd i samma riktning som kroppen. Man kan även beskriva det ungefär som så, att efter att man har placerat hästen i position,framdelen går på spåret och bakbenen innanför.
Man kan även utföra en förvänd sluta och då är bakbenen på spåret och frambenen innanför. I båda fallen är hästens huvud vänt i rörelseriktningen så att hästen med båda ögonen ser mot rörelseriktningen.